# تشارلز إي. راسيل
تشارلز إي. راسيل (بالإنجليزية: Charles E. Russell)‏ هو قاضي ومحامي وسياسي أمريكي، ولد في 21 أكتوبر 1868، وتوفي في 30 نوفمبر 1960. حزبياً، نشط في الحزب الديمقراطي. وقد انتخب عضو مجلس ولاية نيويورك.